# 名古屋港イタリア村
名古屋港イタリア村（なごやこうイタリアむら）は、名古屋港ガーデンふ頭内で運営されていた複合商業施設である。2008年（平成20年）5月7日に経営破綻を発表してその後営業を停止し、同年12月4日付けで大規模小売店舗立地法による届出により廃止された。
2005年（平成17年）5月27日に成立した名古屋市とイタリアトリノ市の姉妹都市提携の一環として、これに先立つ2005年（平成17年）4月2日に開村（営業開始）した。
セラヴィホールディングスと名古屋港管理組合によるPFI事業であり、名古屋港管理組合が建築物オーナー、セラヴィホールディングスの子会社である名古屋港イタリア村株式会社がデベロッパーとして開発された。

## 概要

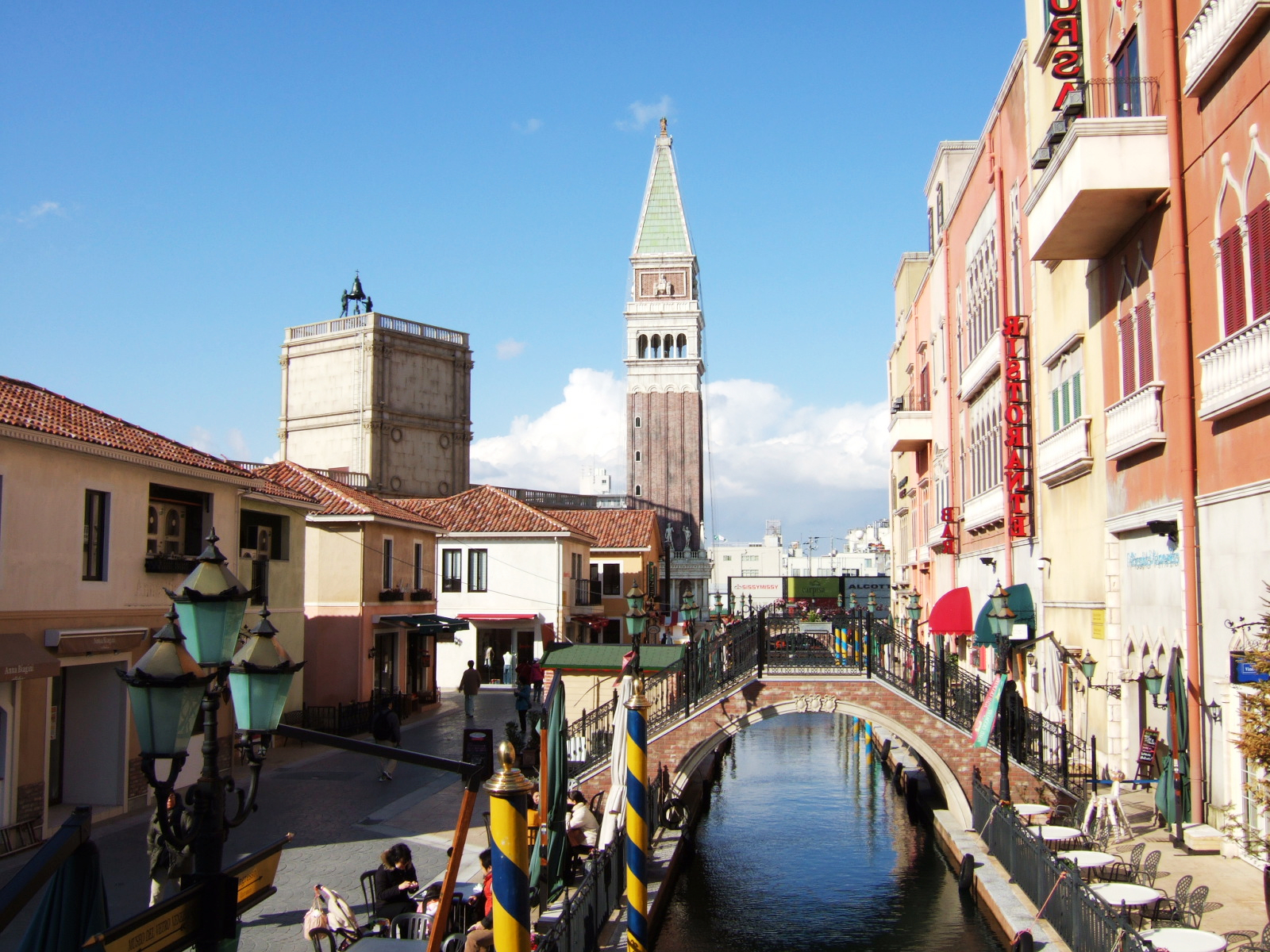
名古屋港イタリア村

名古屋港イタリア村（社長田中肇）は、セラヴィホールディングス（社長若杉譲二）傘下のセラヴィリゾートが運営していた複合商業施設である。
名古屋港ガーデンふ頭東側の、日本通運倉庫跡地（敷地面積約31,000m2）に、イタリアのヴェネチア（ヴェネツィア）の景観を模した建物が並ぶ。村内は「ショッピングゾーン」・「エントランスゾーン」・「クレールベイサイドイタリア村」・「ヴェネチアンガラス美術館」の4つのエリアに分けられており、80の専門店が出店していた。また、村内に設けられた水路では本場イタリアから輸入されたゴンドラが運行され、有料で乗船することができた。その他、ミケランジェロのダビデ像のレプリカ、サンタ・マリア・イン・コスメディン教会の真実の口広場にある真実の口のレプリカなども設置されていた。
開村当初は基本的に無料で入場することができたが、2005年（平成17年）4月23日から土日祝日の入場に限って名古屋港イタリア村500円クーポン券の購入が必要になった（午後6時以降は無料）。ただし2006年（平成18年）11月23日から再びクーポン券購入は不要となっていた。
2007年（平成19年）6月1日からセラヴィ観光汽船の運営による中部国際空港への定期船（水・木・金の1日4往復）が運航が始まった。
開村当初は年間420万人に達した入場者も、2008年（平成20年）には半減した。その結果、2008年（平成20年）5月7日に170億円の負債を抱え経営破綻し、東京地方裁判所に自己破産の適用を申請、同日破産手続き開始決定を受けた。PFI事業の破産は健康増進施設であるタラソ福岡についで2例目となった。支援企業の決まらない段階での経営破綻となったため、同日付で従業員は解雇され、同日から臨時休業となった。
2008年（平成20年）5月9日に、負債の返済に充てるための在庫品処分セールを5月10日から5月18日まで行うことが同村の破産管財人より発表された。この在庫品処分セールの開催のため、解雇した従業員の内40人を一時再雇用。在庫品処分セールは初日の5月10日からレジ待ちの行列が1時間待ちの大盛況となり、5月13日には在庫品が底を付き終了した。
なお、伊勢湾台風の被害によって定められた市条例により本来は木造建築が許可されない地域であるにもかかわらず、建築確認の際に鉄骨造と虚偽の申請を行って、木造店舗14棟が建築されており、違法建築物となっていた。この件について名古屋港イタリア村の社長・田中肇は、依頼した建築会社が勝手に木造で建築したと述べている。

## 閉鎖後の状況
その後も建物は残ったままになり、2014年（平成26年）5月からはコスプレイベントの会場として利用されるようになったが、同年12月に解体することが決定した。これに先立つ同年10月15日には名古屋港管理組合が跡地の再開発事業者の公募を開始した。その後最優秀提案者が選定されたものの、辞退したため、再開発計画は白紙に戻った。跡地では建物の撤去作業が進められ、2016年（平成28年）2月から跡地の暫定利用者の募集を開始した。その後、同年7月15日に、イタリア村跡地の一部（ガーデンふ頭ひがし広場A。北側の部分）に立体巨大迷路やドッグランを併設したバーベキュー場「ハーバーガーデン」がオープンした。この施設は大日本印章が運営しており、当初は2019年（平成31年）3月末までの期間限定とされた。2020年4月、大日本印章との契約を更新し、ガーデンふ頭ひがし広場B（南側の部分）については、事業者の募集を継続と名古屋港管理組合から発表された

## 施設概要

### エントランスゾーン
同村名称で「CITTA DI MURANO」（チッタ ディ ムラーノ）と呼ばれるアウトレットゾーンのエリア、イタリアのブランドの衣料・雑貨・服飾およびアイスクリームやクレープなど飲食類を販売する専門店が22店舗存在した。

#### 衣料・服飾類
- アルコット
- アンナビアジーニ
- ガジェット
- ガリバルディ
- カルピッサ
- ココヌーダ
- シッシィミッシィ
- トスカーナ
- ビーズライド
- ファルゾ
- フサロ
- ブルーム
- ヤママイ

#### 飲食類
- アイベジィ
- アニーズクレープ
- コンフィテリア
- ジ フレスコ
- ドゥエ レオーニ

#### 雑貨類
- アマルフィー
- カプリ
- ネゴッツィオ オリーヴァ
- ネゴッツィオ ボーノ
- MARIESRAG（マリーズラグ）

### ショッピングゾーン
同村名称で「Piccola Venezia」（ピッコラ ヴェネチア）と呼ばれる3階層のショッピングモール。45店舗の専門店が存在した。

### クレールベイサイドイタリア村
クレールベイサイドイタリア村はクレールグループが運営するオーシャンビュー・ウェディングをテーマとしたゲストハウス型のウェディング施設。同村開村から遅れ2005年（平成17年）6月5日にメインのグロリオーザ・デイ・フラーリ教会をイメージする独立型教会サンタ・マリア・チャペルが完成した。披露宴会場は、名古屋港を一望できるロケーションで同年8月20日にオープン。イタリア村の閉鎖後も『クレールベイサイド』として営業を継続している。

### ヴェネチアンガラス美術館
ヴェネチアンガラスを展示した美術館。美術館の周りにはミケランジェロのタビデ像のレプリカや真実の口のレプリカが設置されていた。
入場料（当時）
- 大人 800円
- 大学生・高校生 500円
- 中学生・小学生 300円
- 幼稚園児以下 無料

また展示されていた作品の製作者は以下のとおり。
- ジャンパオロ・ギセッティ（Giampaulo Ghisetti）
- パオラ・シビリア（Paola Scibilia）
- ピーノ・シニョレット（Pino Signoretto）
- マウロ・ボナヴェントゥーラ（Mauro Bonaventura）
- マッシミリアーノ・スキアヴォン（Massimiliano Schiavon）
- 土田康彦

## ゴンドラ遊覧

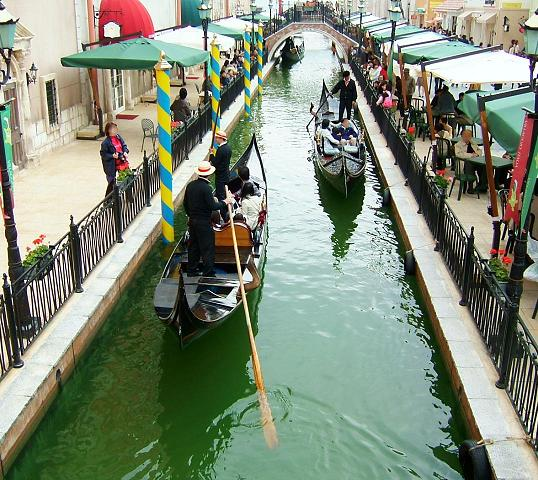
ゴンドラ遊覧の様子

イタリア村の売りの1つであるゴンドラ遊覧は、本場イタリアから輸入されたゴンドラでイタリア村内の水路を遊覧するもので、開村日の4月2日はゴンドラに乗ろうとした利用客で1時間待ちの行列が出来た。ゴンドリエーレ（ゴンドラの船頭）もイタリア人が勤め、本場ヴェネチアと変わらない雰囲気が味わえた。
利用料（当時）
- 大人 600円
- 4歳 - 小学生 400円
- 4歳未満 無料（ただし同伴者が膝の上に乗せる条件付）

## 歴史
- 2005年4月2日 開村。
- 2005年7月15日 花馬車が登場。
- 2005年8月20日 クレールベイサイドイタリア村がグランドオープン。
- 2005年10月14日 ヴェネチアン写真館がオープン。
- 2006年1月24日 足湯ガンバテルメ（GAMBA TERME）がオープン。
- 2007年6月1日 中部国際空港との定期航路が就航。
- 2007年11月18日 花馬車が終了。
- 2008年3月3日 温泉施設工事の未払い問題で京都地裁宮津支部から14棟の仮差押命令を受ける。
- 2008年3月5日 仮差押命令の事実通知をしていない事に名古屋港湾組合から書面で抗議を受ける。
- 2008年3月6日 14棟の店舗が市臨海部防災区域建築条例違反の木造建築である事が発覚。
- 2008年3月8日 外国人従業員3人に対して残業代が未払いであった事が発覚。
- 2008年5月7日 運営元である株式会社イタリア村が経営難航により倒産。同日より閉村。
- 2008年5月10日 負債返済にあてる在庫品処分セールとして5月13日まで再開。
- 2008年12月16日 木造建物から解体撤去作業を開始。
- 2008年12月22日 名古屋港管理組合がPFIによる事業再開の断念を発表。
- 2010年秋 事業者を公募しての新たな再開発を検討中。

## 所在地
- 愛知県名古屋市港区港町1-15

## 交通アクセス

### 公共交通機関
- 名古屋市営地下鉄名港線 名古屋港駅下車、1番出口から徒歩5分
- 名古屋市営バス 名古屋港バス停下車、徒歩10分

### 自動車駐車場（いずれも当時のもの）
- 名古屋港イタリア村立体駐車場:660台（30分、100円）
  - 2,500円以上の買物・飲食は1時間無料
  - 6,000円以上の買物・飲食は2時間無料
  - 8,500円以上の買物・飲食は3時間無料
  - 16,000円以上の買物・飲食は4時間無料
- 名古屋港ガーデン埠頭駐車場:800台（1回、600円）
- 他民間の駐車場有り